# Pattist-Walraven
Pattist-Walraven – pierwszy samolot zaprojektowany i zbudowany w Indiach Holenderskich (dzisiejsza Indonezja). Samolot został zaprojektowany w 1933 przez Laurensa Walravena, naczelnego inżyniera sił powietrznych Koninklijk Nederlands Indisch Leger (Królewskiej Armii Holenderskich Indii Wschodnich).
Dwuosobowy, jednosilnikowy, jednopłatowy samolot miał nietypową konstrukcję. Silnik w układzie pchającym, brytyjski Pobjoy R o mocy 85 KM, umieszczony był za kabiną pasażera i znajdował się w gondoli ponad kadłubem. Długość samolotu wynosiła 6,3 metrów, rozpiętość skrzydeł 9,3 metry, masa startowa z dwiema osobami na pokładzie 525 kg. Prędkość maksymalna wynosiła 195 km/h, a prędkość lądowania 75 km/h.
Samolot został rozbity w 1935.

## Literatura przedmiotu
- Harm J. Hazewinkel: Vliegtuigbouw in Fokkers schaduw. Rebo Prod. ISBN 90-366-0348-X. Brak numerów stron w książce
- Gerard Casius, Thijs Postma: 40 jaar luchtvaart in Indië. De Alk. ISBN 90-6013-944-5. Brak numerów stron w książce